# エレノア・ド・ブーン
エレノア・ド・ブーン（Eleanor de Bohun, 1365/6年 - 1399年10月3日）は、第7代ヘレフォード伯ハンフリー・ド・ブーン（1341年 - 1373年）と、第10代アランデル伯リチャード・フィッツアランとその2番目の妻エレノア・オブ・ランカスターの娘ジョーン・フィッツアランの長女で、妹メアリー・ド・ブーンとともに共同相続人であった。

## 結婚
1376年、エレノアは初代グロスター公トマス・オブ・ウッドストックと結婚した。トマスはイングランド王エドワード3世とフィリッパ・オブ・エノーの末息子であった。結婚後、夫婦はエセックスのプレシー城に居を構えた。ジャン・フロワサールによると、エレノアと夫は妹メアリーの保護を受けていた。メアリーは修道院に入ることを望み、ブーン家の莫大な遺産の分け前をエレノアとトマスに残すために信仰教義を学んでいた。

## 子女
エレノアとトマスの間には5子が生まれた。
- ハンフリー（英語版）（1381/2年 - 1399年）
- アン（1383年頃 - 1438年） - 最初に第3代スタッフォード伯トマス・スタッフォードと結婚、2度目に第5代スタッフォード伯エドマンド・スタッフォードと結婚、3度目にウー伯ウィリアム・バウチャーと結婚。
- ジョーン（1384年 - 1400年） - 第5代タルボット男爵ギルバート・タルボット（1383年 - 1419年）と結婚、出産時に死去。
- イザベル（1385/6年 - 1402年） - アルドゲイト近郊の修道院に入り、クララ会の修道女、のち修道院長となる[6]。
- フィリッパ（1388年頃生） - 早世

## ガーター騎士への叙任
エレノアは1384年にガーター騎士団の団員に叙された。1397年以降にはバーキング修道院で修道女となった。死去する前に、エレノアは財産を子供たちに分け与えた。1399年10月3日に亡くなり、ウェストミンスター寺院に埋葬された。遺言執行者にはエセックスのプレシーの牧師が含まれていた。